# Never Too Far
Singles de Mariah Carey
Loverboy
(2001) Don't Stop (Funkin' 4 Jamaica)
(2001)
Never Too Far est le second extrait de Glitter le huitième album studio de la chanteuse américaine Mariah Carey, qui officie également de bande originale du film du même nom. Le titre sort 23 octobre 2001.
Never Too Far est utilisée au même titre que "Hero" pour le single caritatif intitulé Never Too Far/Hero Medley sorti le 11 décembre 2001 aux États-Unis et dont les profits ont été reversés à la Fondation des Héros de la Police de la ville de New York.

## Genèse
La chanson raconte la distance physique lorsque deux amoureux sont séparés.

## Accueil
Le titre atteint la 105e place au Billboard. Il n'est donc pas sollicité par les radios R&B.
Cependant celui-ci s'érige à la 5e place du Billboard Under Hot 100 Singles.
Le single entre dans le top 40 en Australie et Royaume-Uni.
La chanson est ré-utilisée par Mariah Carey elle-même puis inclus avec le titre Hero en devenant un single caritatif pour récolter des fonds aux victimes lors des attaques du World Trade Center en 2001.

## Clip vidéo
Le vidéoclip de ce titre est une scène du film Glitter, réalisé par Vondie Curtis-Hall dont Mariah Carey est l'interprète principal. Il y démontre la chanteuse en train de chanter son amour perdu lors d'un concert au Madison Square Garden.
Initialement, Mariah Carey devait tourner un clip pour le titre "Never Too Far" pendant l'été 2001. Son hospitalisation pour "dépression physique et émotionnelle" a obligé sa maison de disques de l'époque, Virgin Records, à utiliser les images du film Glitter pour commencer la promotion du deuxième single de l'album du même nom pendant la convalescence de Mariah Carey en Août 2001.

## Formats et pistes
CD single Européen
1. Never Too Far
2. Don't Stop (Funkin' 4 Jamaica) (featuring Mystikal)

 CD maxi-single Australien/ Européen
1. Never Too Far
2. Don't Stop (Funkin' 4 Jamaica) (featuring Mystikal)
3. Loverboy (Drums Of Love)
4. Never Too Far (Vidéo)

## Classement hebdomadaire
| Classement (2001)                                 | Meilleure position |
| ------------------------------------------------- | ------------------ |
| Allemagne (Media Control AG)                      | 97                 |
| Australie (ARIA)                                  | 36                 |
| Belgique (Flandre Ultratip 100)                   | 4                  |
| Belgique (Wallonie Ultratip 50)                   | 1                  |
| Espagne (PROMUSICAE)                              | 16                 |
| États-Unis (Bubbling Under Hot 100 Singles)       | 5                  |
| États-Unis (Adulte Contemporain)[réf. nécessaire] | 17                 |
| Pays-Bas (Single Top 100)                         | 67                 |
| Royaume-Uni (UK Singles Chart)                    | 32                 |
| Suède (Sverigetopplistan)                         | 56                 |
| Suisse (Schweizer Hitparade)                      | 65                 |